# Pomoc jeździecka
Pomoce jeździeckie – działania (sygnały) jeźdźca, którymi oddziałuje na wierzchowca.

## Naturalne pomoce jeździeckie
Naturalnymi pomocami jeździeckimi nazywamy stosowanie: 
- dosiadu czyli balansu ciała i oddziaływania na grzbiet konia;
- łydek wywierających nacisk na boki konia[1];
- rąk działających poprzez wodze i kiełzno na żuchwę konia; [2]
- głosu jeźdźca używanego rzadko, jako sygnał wspomagający. [1]

## Dodatkowe (sztuczne) pomoce jeździeckie
Sztucznymi pomocami są palcat i ostrogi, które mają wzmocnić działanie jeźdźca wpływając pobudzająco na stan emocjonalny konia.  Pomocy tych używa się do wspomożenia pomocy naturalnych, zwłaszcza działania łydek i tylko do chwili, gdy koń zareaguje na dawany mu sygnał. 

## Stosowanie pomocy jeździeckich
Harmonijne użycie pomocy jeździeckich wymaga wielu lat praktyki oraz tzw. wyczucia jeździeckiego. Wyczucie jeździeckie polega na odczuwaniu skali i skuteczności stosowanych pomocy. Instruktorzy i trenerzy w toku szkolenia pomagają wykształcić wyczucie jeździeckie u jeźdźców. 
Właściwe używanie pomocy jeździeckich przez instruktorów i trenerów prowadzi także do wyszkolenia konia. 